# Jacob Ramsey
Jacob Matthew Ramsey (Great Barr, 28 mei 2001) is een Engels profvoetballer die doorgaans als middenvelder speelt. Hij stroomde in 2019 door vanuit de jeugd van Aston Villa.

## Clubcarrière
Ramsey werd op zesjarige leeftijd opgenomen in de jeugdopleiding van Aston Villa en tekende in 2018 zijn eerste profcontract bij de club. Hij debuteerde op 16 februari 2019 in het eerste elftal tijdens een wedstrijd in de Championship tegen West Bromwich Albion. Hij speelde de rest van het seizoen in de jeugd. Zo zag hij de hoofdmacht promoveren naar de Premier League. Aston Villa verhuurde Ramsey in januari 2020 voor een halfjaar aan Doncaster Rovers. Hiervoor speelde hij zeven wedstrijden in de League One, waarna de competitie werd stopgezet vanwege de coronapandemie.
Ramsey werd na zijn terugkeer bij Aston Villa opgenomen in de selectie van het eerste elftal. Hij kwam op 28 september 2020 voor het eerst in actie in de Premier League en maakte op 15 december 2020 zijn basisdebuut. Hij maakte op 22 oktober 2021 zijn eerste doelpunt op het hoogste niveau. Aston Villa verloor die wedstrijd desondanks met 3–1 uit bij Arsenal. Nadat hij in 2020/21 meer dan twintig keer speelde, groeide Ramsey in 2021/22 uit tot basisspeler bij Aston Villa. In die rol behoorde hij ook tot het Villa-team dat zich in 2022/23 voor het eerst in dertien jaar plaatste voor Europees voetbal, in de Conference League. Hij scoorde dat seizoen onder meer tijdens overwinningen op Southampton, Manchester United, Bournemouth, Newcastle United en Tottenham Hotspur.

## Clubstatistieken
| Seizoen | Club               | Competitie     | Competitie | Competitie | Beker | Beker | Internationaal | Internationaal | Totaal | Totaal |
| Seizoen | Club               | Competitie     | Wed.       | Dlp.       | Wed.  | Dlp.  | Wed.           | Dlp.           | Wed.   | Dlp.   |
| ------- | ------------------ | -------------- | ---------- | ---------- | ----- | ----- | -------------- | -------------- | ------ | ------ |
| 2018/19 | Aston Villa        | Championship   | 1          | 0          | 0     | 0     | —              | —              | 1      | 0      |
| 2019/20 | Aston Villa        | Premier League | 0          | 0          | 2     | 0     | —              | —              | 2      | 0      |
| 2019/20 | → Doncaster Rovers | League One     | 7          | 3          | 0     | 0     | —              | —              | 7      | 3      |
| 2020/21 | Aston Villa        | Premier League | 22         | 0          | 3     | 0     | —              | —              | 25     | 0      |
| 2021/22 | Aston Villa        | Premier League | 34         | 6          | 1     | 0     | —              | —              | 35     | 6      |
| 2022/23 | Aston Villa        | Premier League | 35         | 6          | 3     | 0     | —              | —              | 38     | 6      |
| Totaal  | Totaal             | Totaal         | 99         | 15         | 9     | 0     | 0              | 0              | 108    | 15     |

Bijgewerkt t/m 27 juli 2023.

## Interlandcarrière
Ramsey kwam voor verschillende jeugdelftallen van Engeland uit. Hij won met Engeland –21 het 2023. Hij was zowel twee groepsduels als in de kwartfinale basisspeler en viel één groepsduel in. Hij miste de halve finale en de finale doordat hij in de kwartfinale geblesseerd raakte.

## Erelijst
| Europees kampioen –21 | 1x | 2023 |